# Eliyha Altena
Eliyha Altena (Almere, 19 februari 2002) is een Nederlandse acteur en zanger. Hij is vooral bekend door zijn rol als Daan in de televisieserie Knokke Off.

## Biografie
Altena begon zijn acteercarrière op vijfjarige leeftijd in de televisieserie Voetbalvrouwen. In 2011 vertolkte hij de rol van jonge Waldy in de speelfilm Sonny Boy.  
In 2015 nam Altena deel aan het Junior Songfestival met het nummer Like Everyone Else. Hij bereikte de halve finale.
In 2018 speelde Altena in de Nickelodeon-horror-mysterieserie De Ludwigs, evenals in de Engelstalige remake Hunter Street. 
Sinds 2023 vertolkt hij een van de hoofdrollen in de VRT/Netflix-serie Knokke Off, internationaal bekend als High Tides. Naast zijn acteerwerk in de serie is hij licht- en camera-assistent.
In 2025 deed Altena samen met Noah de Nooij mee aan het televisieprogramma Voor het blok.
Altena volgde de opleiding Media Broadcast Operations aan het ROC van Amsterdam in Hilversum en studeerde vervolgens Audiovisuele Media aan de Nederlandse Academie voor Beeldcreatie in Amsterdam.

## Rollen in film en op tv
| Jaar       | Titel                            | Rol                  | Opmerkingen    |
| ---------- | -------------------------------- | -------------------- | -------------- |
| 2011       | Sonny Boy                        | jonge Waldy          | film           |
| 2012       | Joeys eerste gevecht             | Kevin                | kortfilm       |
| 2015       | Junior Songfestival              | halve finalist       | talentenjacht  |
| 2016       | Infantilio                       | verschillende rollen | televisieserie |
| 2018       | De Eindmusical                   | Lev                  | televisieserie |
| 2018-2019  | De Ludwigs                       | Nigel Ludwig         | televisieserie |
| 2019-2021  | Hunter Street                    | Oliver               | televisieserie |
| 2021       | Maud & Babs                      | Tom                  | televisieserie |
| 2021       | Misfit de serie                  | Morris               | televisieserie |
| 2022       | Zapp Detective                   | zichzelf             | televisieserie |
| 2022       | Silverstar                       | Josh                 | film           |
| 2023       | Voor het blok                    | zichzelf             | spelprogramma  |
| 2023       | Zomer in Frankrijk               | Hugo                 | film           |
| 2023       | Jippie No More!                  |                      | film           |
| 2023-heden | Knokke Off                       | Daan Paroti          | televisieserie |
| 2024       | Nemesis                          | Jesse                | televisieserie |
| 2024       | K3 en het lied van de zeemeermin | Kai                  | film           |